# Nifelvind
Nifelvind – szósty album studyjny fińskiego folk metalowego zespołu Finntroll. Album miał swoją premierę w Finlandii 17 lutego 2010 roku, a w Europie 19 lutego.
Okładka płyty została zaprojektowana, po raz kolejny, przez gitarzystę zespołu- Skrymera.

## Lista utworów
Na podstawie materiału źródłowego:
| Nr  | Tytuł utworu           | Długość |
| --- | ---------------------- | ------- |
| 1.  | „Blodmarsch”           | 02:11   |
| 2.  | „Solsagan”             | 04:31   |
| 3.  | „Den frusna munnen”    | 04:04   |
| 4.  | „Ett norrskensdåd”     | 03:34   |
| 5.  | „I trädens sångl”      | 03:43   |
| 6.  | „Tiden utan tid”       | 04:55   |
| 7.  | „Galgasång”            | 03:45   |
| 8.  | „Mot skuggornas värld” | 04:43   |
| 9.  | „Under bergets rot”    | 03:28   |
| 10. | „Fornfamnad”           | 03:42   |
| 11. | „Dråp”                 | 07:00   |
|     |                        | 45:36   |

## Listy sprzedaży
| Lista  | Kraj      | Pozycja |
| ------ | --------- | ------- |
| Top 60 | Finlandia | 8       |